# Dinamarca en la Copa Mundial de Fútbol de 1998
La Selección de Dinamarca fue una de las 32 participantes en el Mundial de Fútbol de 1998, que se realizó en Francia y en el que los daneses se encuadraron en el grupo C (junto a Arabia Saudita, Sudáfrica y Francia).
El conjunto danés accedió a las eliminatorias como segundo de grupo, por detrás de los franceses. Tras deshacerse en octavos de Nigeria (1-4), Dinamarca fue eliminada en cuartos por Brasil (3-2).

## Clasificación

### Grupo 1
| Equipo               | Pts | PJ | PG | PE | PP | GF | GC | Dif |
| -------------------- | --- | -- | -- | -- | -- | -- | -- | --- |
| Dinamarca            | 17  | 8  | 5  | 2  | 1  | 14 | 6  | 8   |
| Croacia              | 15  | 8  | 4  | 3  | 1  | 17 | 12 | 5   |
| Grecia               | 14  | 8  | 4  | 2  | 2  | 11 | 4  | 7   |
| Bosnia y Herzegovina | 10  | 8  | 3  | 1  | 4  | 9  | 14 | -5  |
| Eslovenia            | 0   | 8  | 0  | 0  | 8  | 5  | 20 | -15 |

| Fecha                    | Lugar      | Partido              | Partido | Partido | Partido | Partido              |
| ------------------------ | ---------- | -------------------- | ------- | ------- | ------- | -------------------- |
| 1 de septiembre de 1996  | Liubliana  | Eslovenia            |         | 0:2     |         | Dinamarca            |
| 9 de octubre de 1996     | Copenhague | Dinamarca            |         | 2:1     |         | Grecia               |
| 29 de marzo de 1997      | Split      | Croacia              |         | 1:1     |         | Dinamarca            |
| 30 de abril de 1997      | Copenhague | Dinamarca            |         | 4:0     |         | Eslovenia            |
| 8 de junio de 1997       | Copenhague | Dinamarca            |         | 2:0     |         | Bosnia y Herzegovina |
| 20 de agosto de 1997     | Sarajevo   | Bosnia y Herzegovina |         | 3:0     |         | Dinamarca            |
| 10 de septiembre de 1997 | Copenhague | Dinamarca            |         | 3:1     |         | Croacia              |
| 11 de octubre de 1997    | Atenas     | Grecia               |         | 0:0     |         | Dinamarca            |

## Jugadores
| #  | Nombre             | Posición      | Club                 |
| -- | ------------------ | ------------- | -------------------- |
| 1  | Peter Schmeichel   | Portero       | Manchester United    |
| 2  | Michael Schjønberg | Defensa       | 1. FC Kaiserslautern |
| 3  | Marc Rieper        | Defensa       | Celtic FC            |
| 4  | Jes Høgh           | Mediocampista | Fenerbahçe           |
| 5  | Jan Heintze        | Defensa       | Bayer Leverkusen     |
| 6  | Thomas Helveg      | Mediocampista | Udinese Calcio       |
| 7  | Allan Nielsen      | Mediocampista | Tottenham Hotspur FC |
| 8  | Per Frandsen       | Mediocampista | Bolton Wanderers FC  |
| 9  | Miklos Molnar      | Delantero     | Sevilla FC           |
| 10 | Michael Laudrup    | Delantero     | A. F. C. Ajax        |
| 11 | Brian Laudrup      | Delantero     | Rangers FC           |
| 12 | Søren Colding      | Defensa       | Brøndby IF           |
| 13 | Jacob Laursen      | Defensa       | Derby County FC      |
| 14 | Morten Wieghorst   | Mediocampista | Celtic FC            |
| 15 | Stig Tøfting       | Mediocampista | MSV Duisburg         |
| 16 | Mogens Krogh       | Portero       | Brøndby IF           |
| 17 | Bjarne Goldbaek    | Mediocampista | FC Copenhague        |
| 18 | Peter Møller       | Delantero     | PSV Eindhoven        |
| 19 | Ebbe Sand          | Delantero     | Brøndby IF           |
| 20 | Rene Henriksen     | Defensa       | Akademisk Boldklub   |
| 21 | Martin Jørgensen   | Mediocampista | Udinese Calcio       |
| 23 | Peter Kjaer        | Portero       | Silkeborg IF         |
| DT | Bo Johansson       |               |                      |

## Participación

### Grupo C
| Equipo         | Pts | PJ | PG | PE | PP | GF | GC | Dif |
| -------------- | --- | -- | -- | -- | -- | -- | -- | --- |
| Francia        | 9   | 3  | 3  | 0  | 0  | 9  | 1  | 8   |
| Dinamarca      | 4   | 3  | 1  | 1  | 1  | 3  | 3  | 0   |
| Sudáfrica      | 2   | 3  | 0  | 2  | 1  | 3  | 6  | -3  |
| Arabia Saudita | 1   | 3  | 0  | 1  | 2  | 2  | 7  | -5  |

| 12 de junio de 1998, 17:30 | Arabia Saudita | 0:1 (0:0) | Dinamarca  | Stade Félix Bollaert, Lens                                               |                                                                          |
|                            |                | Reporte   | Rieper 69' | Asistencia: 38.100 espectadores Árbitro(s): Javier Castrilli (Argentina) | Asistencia: 38.100 espectadores Árbitro(s): Javier Castrilli (Argentina) |

| 18 de junio de 1998, 17:30 | Sudáfrica    | 1:1 (0:1) | Dinamarca   | Stade de Toulouse, Toulouse                                             |                                                                         |
|                            | McCarthy 51' | Reporte   | Nielsen 12' | Asistencia: 33.300 espectadores Árbitro(s): John Toro Rendón (Colombia) | Asistencia: 33.300 espectadores Árbitro(s): John Toro Rendón (Colombia) |

| 24 de junio de 1998, 16:00 | Francia                          | 2:1 (1:1) | Dinamarca      | Stade Gerland, Lyon                                                    |                                                                        |
|                            | Djorkaeff 12' (pen.) · Petit 56' | Reporte   | M. Laudrup 42' | Asistencia: 39.100 espectadores Árbitro(s): Pierluigi Collina (Italia) | Asistencia: 39.100 espectadores Árbitro(s): Pierluigi Collina (Italia) |

### Octavos de final
| 28 de junio de 1998, 21:00 | Nigeria       | 1:4 (0:2) | Dinamarca                                          | Stade de France, Saint-Denis                                  |                                                               |
|                            | Babangida 77' | Reporte   | Møller 3' · B. Laudrup 12' · Sand 58' · Helveg 76' | Asistencia: 77.000 espectadores Árbitro(s): Urs Meier (Suiza) | Asistencia: 77.000 espectadores Árbitro(s): Urs Meier (Suiza) |

### Cuartos de final
| 3 de julio de 1998, 21:00 | Brasil                        | 3:2 (2:1) | Dinamarca                     | Stade de la Beaujoire, Nantes                                       |                                                                     |
|                           | Bebeto 10' · Rivaldo 25', 59' | Reporte   | Jørgensen 2' · B. Laudrup 50' | Asistencia: 35.500 espectadores Árbitro(s): Gamal Ghandour (Egipto) | Asistencia: 35.500 espectadores Árbitro(s): Gamal Ghandour (Egipto) |